# Pont de la Poste
Le pont de la Poste est une passerelle piétonne qui traverse la Moïka à Saint-Pétersbourg. Son nom provient du bâtiment de la Poste centrale située à proximité. Il se situe en face du N°61 de la rue Bolchaïa Morskaïa.

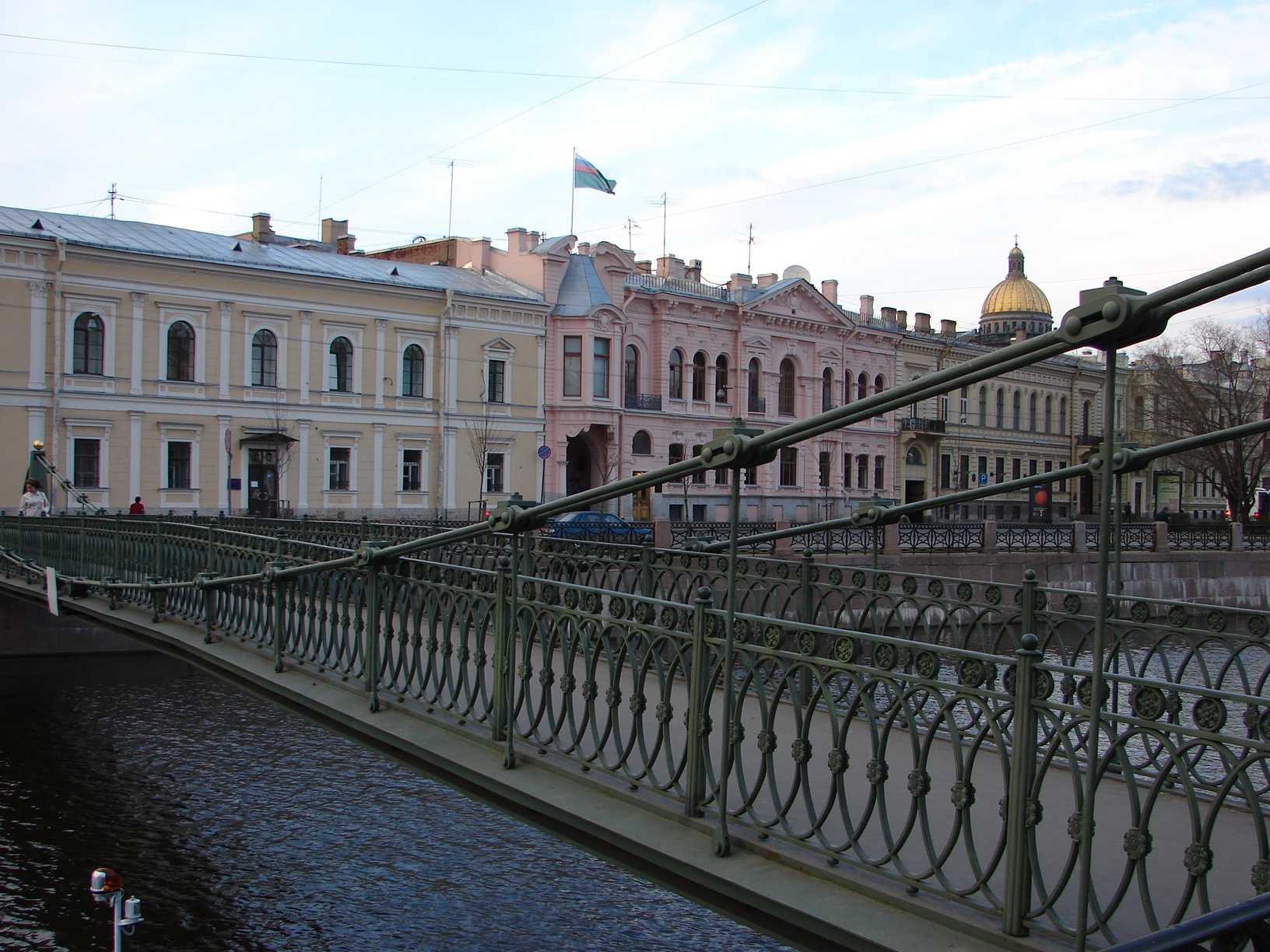
Vue du pont.

## Histoire
Le pont a été construit par les architectes Wilhelm von Traitteur et Khristianovitch en 1823-1824. C'est l'un des trois ponts suspendus avec des chaînes qui soit encore visible dans l'ancienne capitale impériale. Les deux autres sont le pont aux Lions et le pont de la Banque. Le pont a été restauré en 1936 en lui rajoutant une structure de soutien métallique, les chaînes devenant alors un élément purement décoratif.
Le pont de la Poste a été à nouveau renforcé en 1981-1983.